# Burnaby
Burnaby je město v kanadské provincii Britská Kolumbie. Žije zde přibližně 249 tisíc obyvatel. Leží v regionu zvaném Lower Mainland ve středu poloostrova Burrard v metropolitní oblasti města Vancouver. Je třetím nejlidnatějším městem v Britské Kolumbii a 22. nejlidnatějším městem v Kanadě. Na západě sousedí s Vancouverem, na severu se Severním Vancouverem (nedaleko fjordu Burrard Inlet), s Port Moody a Coquitlam pak na východě, s městy New Westminster a Surrey na jihovýchodě (přes řeku Fraser) a s městem Richmond a ostrovem Lulu na jihozápadě. Městem je Burnaby oficiálně od roku 1992. Asi čtvrtinu města tvoří parky, zeleň a veřejná prostranství, což je na poměry dalších měst v Severní Americe velmi vysoký podíl. 
V Burnaby se nacházejí hlavní kampusy Univerzity Simona Frasera a British Columbia Institute of Technology. Kromě toho v Burnaby sídlí řada technologických společností jako Ballard Power Systems, Clio, D-Wave Systems, General Fusion či EA Vancouver. Nachází se zde také obchodní centrum zvané Metropolis at Metrotown, které je největším obchodním centrem v Britské Kolumbii, pátým největším v Kanadě a třetí nejnavštěvovanější nákupní centrum v zemi.  
Z jazykového hlediska je město poměrně dosti smíšené, asi 41 % obyvatel má jako svůj první jazyk angličtinu, ale jsou zde také významné komunity, které používají jako svůj dominantní jazyk mandarínštinu, kantonštinu, tagalog, korejštinu, paňdžábštinu, španělštinu, perštinu, italštinu nebo dokonce ruštinu. Asi 48 % obyvatel města tvoří lidé bez vyznání, 35 % křesťané, 6 % muslimové, 4 % buddhisté a po třech procentech hinduisté a sikhisté. Svůj název město nese po stejnojmenném jezeře. Leží v oblasti s oceánickým podnebím.  

## Osobnosti
- Carrie-Anne Mossová (* 1967), kanadská herečka
- Joe Sakic (* 1969), kanadský lední hokejista
- Michael Bublé (* 1975), kanadský zpěvák a herec
- Ryan Nugent-Hopkins (* 1993), kanadský lední hokejista

## Partnerská města
- Kuširo, Japonsko (1965)
- Mesa, Spojené státy americké (1998)
- Hwasong, Jižní Korea (2010)
- Čung-šan, Čína (2011)